# Robert Bell (Schriftsteller)
Robert Bell (* 16. Januar 1800 in Cork; † 12. April 1867 in London) war ein irischer Schriftsteller und Journalist.

## Leben und Werk
Robert Bell war der Sohn eines hohen Beamten in der irischen Magistratur. Er studierte am Trinity College zu Dublin, wo er einer der Gründer der Dublin Historical Society war. Anfangs war er bei der Verwaltung in Dublin angestellt und übernahm die Redaktion des Patriot, eines Regierungsorgans. Er schrieb auch Beiträge für den Dublin Inquisitor, den er mit anderen wieder ins Leben gerufen hatte. Außerdem verfasste er Schauspiele, von denen The Double Disguise und Comic Lectures aufgeführt wurden. 1828 ging er nach London, wo er im New Monthly Magazine eine Reihe von Reminiscences veröffentlichte und erfolgreich die Redaktion des ersten politisch-belletristischen Wochenblattes, Atlas, übernahm. Durch dieses Journal zog er sich 1829 einen politischen Prozess mit Lord Lyndhurst zu, in dem er durch Selbstverteidigung gegen seinen einflussreichen Gegner für sich im Wesentlichen einen Freispruch erwirkte.
Hierauf verfasste Bell für Lardners Cabinet Cyclopaedia eine History of Russia (3 Bde., 1836–38; neue Ausg. 1853), die Lives of English Dramatists (mit Dunham u. a., 2 Bde., 1837) sowie Lives of the English Poets (2 Bde., 1839) und bearbeitete für dasselbe Sammelwerk den fünften und letzten Band von Southeys Lives of the British Admirals (1840) und mit William Wallace die Bände 4–10 von James Mackintoshs History of England (1830–40). Nach seinem Rücktritt von der Redaktion des Atlas gründete er 1840 mit Edward Bulwer-Lytton, 1. Baron Lytton und Lardner das Monthly Chronicle, das nachher sein Eigentum wurde. Seine während dieser Periode verfassten fünfaktigen Lustspiele Marriage (1842), Mothers and Daughters (1843) und Temper (1847) kamen mit Beifall zur Aufführung.
Daneben schrieb Bell mehrere selbständige historische Werke wie Outlines of China (1845) und das panegyrisch gehaltene Life of George Canning (1846). In den Wayside Pictures through France, Belgium, and Holland (1849; neue Ausg. 1858) berichtete er in ansprechender Weise über eine seiner Urlaubsreisen auf das europäische Festland, und in die zweite Auflage dieses Werks (1858) nahm er zusätzlich den Trip up the Rhine auf.  Er verfasste auch die beiden Romane Hearts and Altars (3 Bde., 1852) und The Ladder of Gold (3 Bde., 1856). In Bohns Library erschien von ihm eine Sammlung historischer Balladen unter dem Titel Early Ballads, Illustrative of History, Traditions and Customs (1846; neue Ausg. 1877). Mit G. W. Johnson gab er die Memorials of the Civil War: The Correspondence of the Fairfax Family (1849) heraus. Besonders bekannt ist aber seine Annotated Edition of the British Poets (24 Bde., 1854–57; neue Ausg. 29 Bde., 1866), Anthologien englischer Dichtungen, deren Verfasser chronologisch von Chaucer bis Cowper reichen. Ferner edierte er Golden Leaves from the Works of the Poets and Painters (1863; neue Ausg. 1872), Art and Song (1867) und die Poetical Works of Butler (1867).
Bell war Direktor des Royal Literary Fund und unterstützte weniger erfolgreiche Literaten. Zuletzt redigierte er bis zu seinem Tod das von britischen Siedlern im Orient und in Indien gelesene Monatsblatt Home News. Er starb am 12. April 1867 im Alter von 67 Jahren in London und wurde seinem Wunsch gemäß in der Nähe des Grabes seines Freundes William Makepeace Thackeray auf dem Kensal Green Cemetery beigesetzt.